# Semipseudocercospora aeschynomenes
Semipseudocercospora aeschynomenes är en svampart som först beskrevs av U. Braun & Crous, och fick sitt nu gällande namn av U. Braun & Crous 2003. Semipseudocercospora aeschynomenes ingår i släktet Semipseudocercospora och familjen Mycosphaerellaceae.   Inga underarter finns listade i Catalogue of Life.